# ISO 3166-2:PL
ISO 3166-2:PL — стандарт Міжнародної організації зі стандартизації, який визначає геокоди. Є частиною стандарту ISO 3166-2, що належать Польщі. Він охоплює всі шістнадцять воєводств цієї держави.

## Загальні відомості
Кожен геокод складається з двох частин: коду Alpha2 за стандартом ISO 3166-1 для Польщі — PL та додаткового двоцифрового коду записаних через дефіс. Геокоди воєводств Польщі є підмножиною коду домену верхнього рівня — PL, присвоєного Польщі відповідно до стандартів ISO 3166-1.

## Геокоди першого рівня для Польщі
Геокоди 16 воєводств адміністративно-територіального поділу Польщі.
| Геокод | Адміністративна одиниця         | Статус     |
| ------ | ------------------------------- | ---------- |
| PL-28  | Вармінсько-Мазурське воєводство | воєводство |
| PL-30  | Великопольське воєводство       | воєводство |
| PL-32  | Західнопоморське воєводство     | воєводство |
| PL-04  | Куявсько-Поморське воєводство   | воєводство |
| PL-10  | Лодзинське воєводство           | воєводство |
| PL-06  | Люблінське воєводство           | воєводство |
| PL-08  | Любуське воєводство             | воєводство |
| PL-12  | Малопольське воєводство         | воєводство |
| PL-14  | Мазовецьке воєводство           | воєводство |
| PL-02  | Нижньосілезьке воєводство       | воєводство |
| PL-16  | Опольське воєводство            | воєводство |
| PL-18  | Підкарпатське воєводство        | воєводство |
| PL-20  | Підляське воєводство            | воєводство |
| PL-22  | Поморське воєводство            | воєводство |
| PL-26  | Свентокшиське воєводство        | воєводство |
| PL-24  | Сілезьке воєводство             | воєводство |

## Геокоди прикордонних для Польщі держав
- Німеччина — ISO 3166-2:DE (на заході),
- Чехія — ISO 3166-2:CZ (на південному заході),
- Словаччина — ISO 3166-2:SK (на півдні),
- Україна — ISO 3166-2:UA (на південному сході),
- Білорусь — ISO 3166-2:BY (на сході),
- Литва — ISO 3166-2:LT (на північному сході),
- Росія — ISO 3166-2:RU (на північному сході),
- Швеція — ISO 3166-2:SE (на півночі (морський кордон).